# Biserica „Sfântul Arhanghel Gavriil” din Negureni
Biserica „Sf. Arhanghel Gavriil” este o biserică amplasată în Negureni, raionul Telenești, Republica Moldova. Este un monument arhitectural de importanță națională inclus în Registrul monumentelor Republicii Moldova ocrotite de stat cu nr. 1534 (raionul Telenești). Datează din sec. XIX.